# Acheroxenylla canariensis
Acheroxenylla canariensis är en urinsektsart som beskrevs av Fjellberg 1992. Acheroxenylla canariensis ingår i släktet Acheroxenylla och familjen Hypogastruridae. Inga underarter finns listade i Catalogue of Life.